# Mayer Carl von Rothschild
Mayer Carl Freiherr von Rothschild (Napoli, 5 agosto 1820 – 16 ottobre 1886) era un banchiere e politico ebreo-tedesco, nonché discendente della famiglia Rothschild.

## Biografia
Nato a Napoli da Adelheid Herz e Carl Mayer von Rothschild, studiò legge all'università di Gottinga e all'università di Berlino prima di entrare nell'impresa bancaria di famiglia a Francoforte. Dopo la morte di suo padre, e di suo zio Amschel Mayer Rothschild, Mayer Carl e suo fratello Wilhelm Carl von Rothschild diventarono i capi dell'impresa.
Sposò Louise von Rothschild nel 1842. La coppia ebbe sette figlie:
1. Adèle von Rothschild (1843–1922), sposò Salomon James de Rothschild (1835–1864) nel 1862
2. Emma Louise von Rothschild (1844–1935), sposò Nathan Mayer Rothschild (1840–1915) nel 1867
3. Clementine Henriette von Rothschild (1845–1865)
4. Thérèse von Rothschild (1847–1931), sposò James Edouard de Rothschild (1844–1881) nel 1871
5. Hannah Luise von Rothschild (1850–1892)
6. Margaretha Alexandrine von Rothschild (1855–1905), sposò Antoine Alfred Agénor de Gramont, duca di Guiche, XI duca di Gramont (1851–1925) nel 1878
7. Bertha Clara von Rothschild (1862–1903), sposò Louis Philippe Marie Alexandre Berthier, III principe di Wagram (1836–1911) nel 1882

Nel 1871, diventò il primo ebreo membro della camera dei signori prussiana.